# Barbet
Barbet je staré francouzské psí plemeno, známé již z doby před 16. stoletím, dnes je však nepříliš známé.

## Historie
Toto psí plemeno je považováno za jedno z nejstarších, přestože barbet, jak ho známe dnes, existuje od 16. století. Je původcem dnešních pudlů a dlouhosrstých ovčáckých psů. Jméno plemene pochází z francouzského slova "Barbe" a znamená to "vousy. Jeho předci dodnes nejsou známí, ale díky své podobnosti s již vymřelým anglickým vodním psem, je možné, že právě ti byli předci berbetů. Původním využitím barbeta bylo aportování zvěře z vody, k čemuž je předurčen hlavně díky své srsti, ale dnes je to jen společenský pes. Téměř sto let byl barbet a pudl považování za jedno plemeno a až v roce 1891 byl sestaven první standard a plemeno bylo uznáno samostatným, oproti dnešku ale byl dle FCI řazen mezi kontinentální ohaře. V této době ale začal barbet díky příchodu pudlů upadat a brzy byli zapomenuti.
V roce 1970 byl ve Francii založen klub plemene, který měl přispět hlavně k obnovení chovu barbeta. Neshody mezi členy ale vedly k rozpadu klubu. Proto je barbet v současné době (březen 2015) vzácný i v zemi svého původu, naopak nejoblíbenější je v Německu. Oficiální zkratka v Česku je BAR.

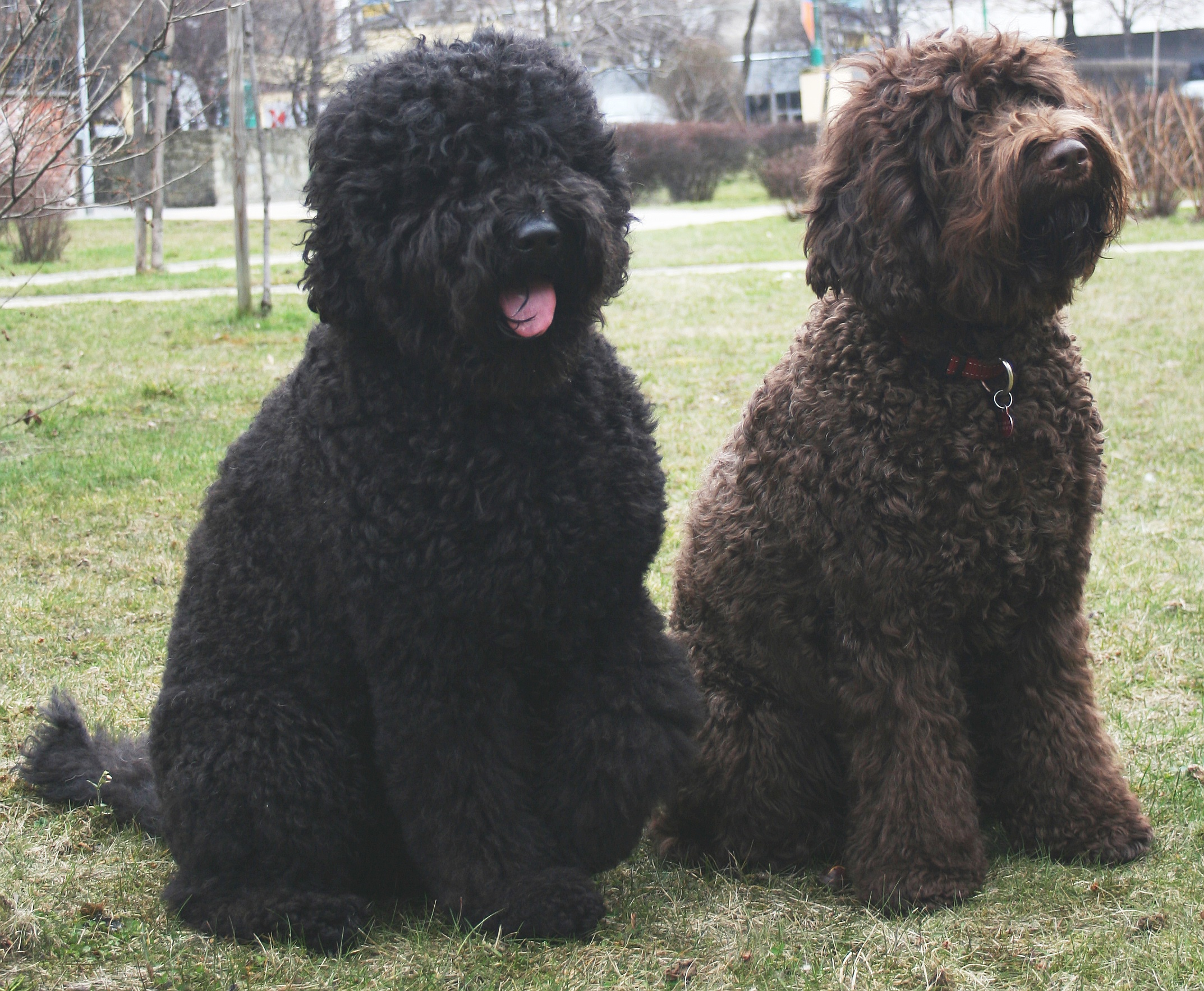

## Vzhled
Barbet je pes střední výšky a charakteristická je pro něj zvlněná a hustá srst, která pokrývá celé těle a zvláště hustá je na obličejové části. Povolená zbarvení jsou černá, hnědá, šedá, písková, plavá, bíla. Povolené jsou i skvrnité varianty, ale upřednostňují se jednobarevné.
Má kulaté a tmavé oči, nízko zavěšené uši a vyznačený stop. Núžkovitý skus je podmínka pro uchovnění, psi s předkusem či jinými vadami chrupu jsou z chovu vyloučeni. Krk je silný a vcelku krátký. Hřbet rovný a středně dlouhý. Ocas je nasazený nízko a pokud není pes v akci, měl by být nesen pod linií hřbetu. Nohy jsou dlouhé a tlapky kulaté, téměř kočičí. Černé drápky.

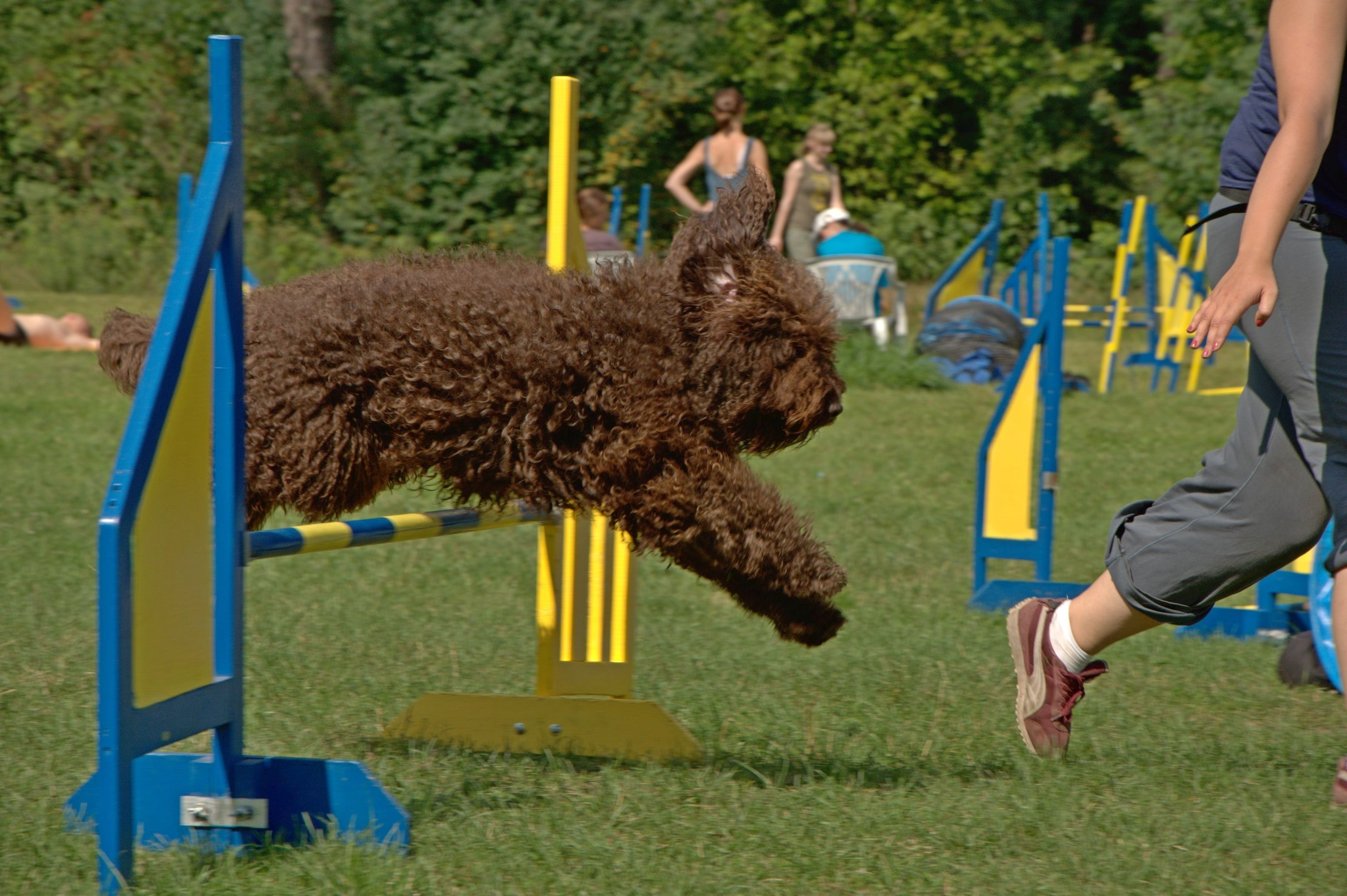

## Povaha
Povahově je barbet vyrovnaný, přátelský. Na svém majiteli jsou závislí a změnu snáší špatně. Jsou hraví, inteligentní a aktivní, proto se lehce cvičí. Špatně snáší samotu a vyžadují pohyb, ale pokud to všechno budoucí majitel dodrží, bude mu barbet skvělým a veselým společníkem. Má vyvinuté lovecké pudy a za zvěří se neváhá pustit i do ledové vody, před níž jej chrání srst. Má vyvinutý čich a stopuje s nízkým nosem.